# Rebelión de Constantino y Fruzhin
La rebelión de Constantino y Fruzhin (en búlgaro: Въстание на Константин и Фружин, Vastanie na Konstantín y Fruzhin) fue la primera rebelión búlgara contra el dominio otomano. Fue organizado en el siglo XV por dos nobles y fue apoyado por una coalición cristiana, pero no pudieron liberar a Bulgaria.

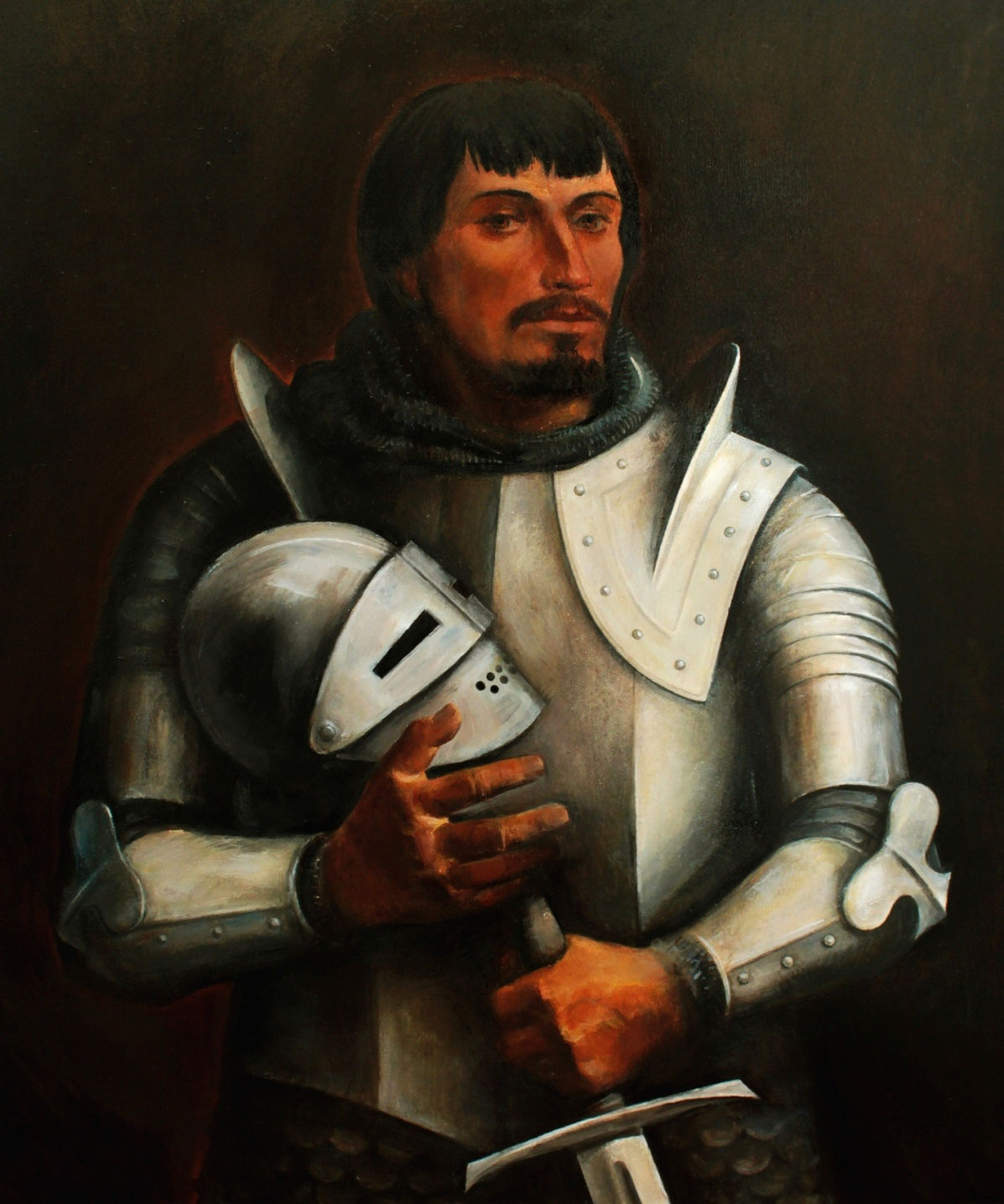
Príncipe Fruzhin de Bulgaria.

Fruzhin, el hijo del zar Iván Shishman, y su primo Constantino (Konstantín), el heredero de Iván Sracimir, que habían emigrado a Hungría y Serbia cuando los otomanos sometieron los Balcanes, organizaron una rebelión en el norte de Bulgaria con la ayuda del gobernante de Valaquia Mircea el Viejo, el déspota serbio Esteban Lazarević y el monarca húngaro Segismundo.
La derrota otomana en la batalla de Ankara de 1402 proporcionó buenas condiciones para una rebelión, y las fuerzas cristianas cruzaron el Danubio desde el norte hacia las tierras búlgaras: Mircea I, acompañado por Constantino, invadió Dobruja, mientras que Fruzhin junto con Esteban Lazarević apoyados por el ejército húngaro entraron en las tierras del noroeste de Bulgaria (alrededor de Vidin). Estas exitosas invasiones fueron seguidas por una rebelión de la población búlgara en algunas zonas.
La escala, tiempo y duración de la insurrección es incierta. Según algunas fuentes, esta estalló en 1404, pero fue rápidamente aplastada por uno de los hijos de Bayaceto I, Suleimán, con Valaquia reteniendo Dobruja y Esteban Lazarević extendiendo el territorio de su reino, mientras que los esfuerzos de Fruzhin y de Constantino fueron infructuosos. Otros afirman que la rebelión se inició en 1407, y Constantino y Fruzhin lograron recuperar sus dominios del caído Imperio Búlgaro al sur del Danubio, al menos hasta 1413, cuando es documentado que Musa "arruinó a los búlgaros". De acuerdo con un tercer grupo de historiadores, que basan su teoría en la nota de Ducas que los delegados búlgaros asistieron a Bursa para las negociaciones entre Mehmed I y Manuel II Paleólogo en 1413, la rebelión fue aplastada en fecha tan tardía como 1418 junto a varias rebeliones no relacionadas.
Después de la rebelión, los líderes Constantino y Fruzhin una vez más se establecieron en el extranjero, Constantino en Serbia y Fruzhin en Hungría. Constantino murió en 1422 en Serbia, mientras que Fruzhin continuó trabajando activamente en Hungría para restaurar el Imperio Búlgaro. Tomó parte con Dan II en el ataque a Silistra en 1425 y debido a esto se le concedió el dominio de Lippa en Temes por Segismundo. Fruzhin fue enviado por el rey de Hungría para ayudar a los rebeldes albaneses bajo Gjergj Arianiti en 1435. También participó con Vladislao III de Polonia en la campaña que culminó con la Batalla de Varna en 1444, y murió alrededor de 1460.